# Ryo Hatsuse
Ryo Hatsuse (初瀬 亮, Hatsuse Ryo, Kishiwada, 10 juli 1997) is een Japans voetballer die als verdediger speelt bij Vissel Kobe.

## Clubcarrière
Hatsuse begon zijn carrière in 2016 bij Gamba Osaka. Hij tekende in 2019 bij Vissel Kobe.

## Interlandcarrière
Hatsuse speelde met het nationale elftal voor spelers onder de 20 jaar op het WK –20 van 2017 in Zuid-Korea.